# Campeonato Mundial de Parkour
O Campeonato Mundial de Parkour da FIG é uma competição de parkour organizada pela Federação Internacional de Ginástica (FIG). Originalmente agendada para 2020 e adiada devido à pandemia de COVID-19, a edição inaugural será realizada a partir de 14 de outubro de 2022, em Tóquio, no Japão.

## História
A Federação Internacional de Ginástica (FIG) adicionou o parkour como uma de suas disciplinas em 2017, causando oposição internacional da comunidade parkour que queria se governar.
O primeiro Campeonato Mundial de Parkour da FIG estava programado para acontecer em Hiroshima de 3 a 5 de abril de 2020, mas foi adiado como resultado da pandemia de COVID-19.

## Edições
| Ano  | Edição | Cidade-sede | País      |
| ---- | ------ | ----------- | --------- |
| 2022 | I      | Tóquio      | Japão     |
| 2023 | II     | Iloilo      | Filipinas |